# Michael Engelhardt (Mediziner)
Michael Engelhardt (* nach 1601 in Korbach; † nach 1684) war Hof- und Leibarzt am Hof zu Kassel und landgräflicher Bibliothekar. 

## Leben
Engelhardt war der Enkel des Korbacher Bürgermeisters und Köthener Superintendenten Justus Engelhardt.
Engelhardt studierte Medizin und übte diesen Beruf auch am Hof des Landgrafen Johannes von Hessen-Braubach aus. Zusammen mit diesem und Graf Philipp VII. von Waldeck-Wildungen wurde Engelhardt 1639 in die Fruchtbringende Gesellschaft aufgenommen.
Wahrscheinlich hat er zwei Jahre später, 1641, Elisabeth Wetzel geheiratet.
In den Jahren ab 1650 findet man Engelhardt als Hof- und Leibarzt am Hof zu Kassel. Dort amtierte er auch als landgräflicher Bibliothekar im Kasseler Marstall, und als solcher wurde ihm der Ehrentitel Bergrat verliehen.
Die Fruchtbringende Gesellschaft kennt ihn unter seinem Gesellschaftsnamen Der Sänftigende. Als Devise war ihm Was schmerzt im leibe zugedacht worden. Das Köthener Gesellschaftsbuch verzeichnet dies unter der Nr. 335. Dort findet sich auch Engelhardts Emblem der volle Mohn (Schlafmohn, papaver somniferum L.). Mit folgendem Reimgesetz bedankte sich Engelhardt für die Aufnahme:
Die schmertzen sänftigt wohl deß Vollen Mohnes sahmen
Von dieser sanften krafft empfing ich meinen nahmen,
Vnd Sänfftgend heiße drumb; waß schmertzet in dem leib
Jch durch den Vollen Mohn fein sanfft still’ vnd vertreib’.
Jn sanfftmuth vberahl am besten man verfähret,
Viel Vnheilß wendet ab, demselben steürt vnd wehret,
Mann schöner sanfften frucht sich stetts befleißen soll,
Daß sie Zu nutzen Vnß durchauß gerathe wohl.
Nach dem heutigen Stand der Forschung starb Michael Engelhardt kurz nach 1684; wahrscheinlich in Kassel.